# Lissonota anomala
Lissonota anomala là một loài tò vò trong họ Ichneumonidae.